# Vallentinia adherens
Vallentinia adherens is een hydroïdpoliep uit de familie Olindiasidae. De poliep komt uit het geslacht Vallentinia. Vallentinia adherens werd in 1947 voor het eerst wetenschappelijk beschreven door Hyman. 